# 53号駅
53号駅（高井駅、こうせいえき、北京軍区駅、西苑駅）は、中華人民共和国北京市石景山区高井に位置する北京地下鉄1号線の関係者専用駅。

## 概要
当駅は北京軍区の敷地内にあり、関係者以外立入禁止で厳重な警備が敷かれている。かつては通勤列車が平日の朝と夕方に1往復ずつ当駅まで運行されていたが、この列車は2007年5月28日をもって運行休止となり、当駅は事実上廃駅となった。なお当駅の一般開放の構想もあるが、具体化はされていない。

## 駅構造
島式ホーム1面2線の地下駅で、主に北側のホームが使われていた。南側のホームからは中国鉄路豊沙線三家店駅への連絡線が接続されていたが、2010年時点では廃線となっている。出口は西北側と西南側の2ヶ所あるが、関係者専用駅として営業していた当時は、西北側の出口は封鎖されていた。
1978年から1983年までの間は、北京地鉄技術学校が併設されていた。

## 駅周辺
- 中国陸軍本部
- 746バス高井ターミナル

## 歴史
- 1969年10月1日 - 開業。

## その他

### 駅名について
この駅は建設後現在に至るまで民間向けに営業されたことがなく、正式な名前を公開されたこともない。ゆえに、下記のようにいくつかの名前で呼ばれる：
- 53号駅：建設時の地域番号。地下鉄管理当局や現地の乗客は53號駅と呼ぶ。
- 高井駅：鉄道ファンをはじめとする人々からはその所在地（北京市石景山区高井）及び付近のバス停前（746系統 高井停留所）によって高井駅と呼ばれる。これはインターネットや鉄道ファンコミュニティで一番よく使われる名前である。

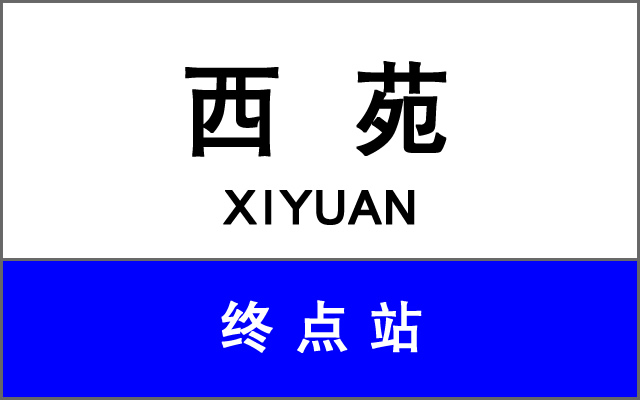
ホームにある看板の図

- 北京軍区駅：当駅の入出場は必ず北京軍区聯勤部(兵站部門をそう呼ぶ)敷地を経由するのと、この駅について軍用駅であるという噂もあり、一部の人はこの駅を北京軍区駅と呼ぶ。
- 西苑駅：この駅の下りホームの西側壁には「西苑 XIYUAN 終點站」と表記された、他の１号線駅看板とほぼ同じデザインの古い看板があるので、この駅の正式な名前は西苑站となる。但し、管理当局、乗客や鉄道ファンなどはあまりこの名前に馴染みがないようである[7]。なお、2009年に開業した北京地下鉄4号線にも「西苑」と呼ばれる駅があるが、所在地は当駅と全く異なる北京市海淀区西苑であり関係はない。また、地理資料により北京市には「西苑」と呼ぶ地区や団地がいくつか存在するが、当駅付近には存在しない。

### アクセス
- 北京市石景山区高井
- バス746系統に乗り、高井停留所で降りて歩るくと敷地東側にたどり着く。
- 苹果園駅でバス396・336系統に乗り換え。黒石頭で降りて、線路に沿って20メートルほど東に歩くと、敷地入り口や敷地の中にある746バスターミナルが見える。それに入って敷地の東側まで徒歩。また、敷地に入る時、身分証明書の提示を要求される場合がある。

## 隣の駅
北京地下鉄
■1号線
53号駅 - 福寿嶺駅

## 参照
1. ↑  “北京地铁1号线 狗头蛇 01074 屏幕显示终点为：53号站_哔哩哔哩_bilibili” (中国語). www.bilibili.com. 2022年1月30日閲覧。
2. ↑  “北京两座地铁站神秘封闭35年：不运营只开通勤车” (2006年11月24日). 2023年2月8日時点のオリジナルよりアーカイブ。2021年2月8日閲覧。
3. ↑  “北京地铁1号线福寿岭站将开放使用” (中国語).   千龙网 (2018年9月28日). 2023年2月8日閲覧。
4. ↑  “北京地铁1号线福寿岭站年内竣工！高井站开启改造研究” (2023年1月5日). 2023年9月7日時点のオリジナルよりアーカイブ。2023年9月7日閲覧。 “地铁1号线高井站为既有车站，尚未正式对外开放运营。2023年，石景山区将开展地铁1号线高井站启用改造工程的前期研究工作，尽快明确项目实施路径，充分论证高井站启用改造的必要性和可行性，加快组织编制站点启用改造设计方案”
5. ↑  铁道部运输局 (2010年4月). 铁路客货运输专刊. 中国铁道出版社. pp. 97. ISBN 9787113110987
6. ↑  杨继荣. 回顾·断想·展望——北京地铁二十年征文. p. 141
7. ↑  北京地鉄站的詳細資料（微妙な正式駅名「西苑」に関す記載がある）